# Luobei
Luobei (chinesisch 萝北县, Pinyin Luóběi Xiàn) ist ein Kreis der bezirksfreien Stadt Hegang in der chinesischen Provinz Heilongjiang. Er hat eine Fläche von 8,856 km² und zählt 206.072 Einwohner (Stand: Zensus 2020). Sein Hauptort ist die Großgemeinde Fengxiang (凤翔镇).